# Lohit (huyện)
Huyện Lohit là một huyện thuộc bang Arunachal Pradesh, Ấn Độ. Thủ phủ huyện Lohit đóng ở Tezu. Huyện Lohit có diện tích 11402 ki lô mét vuông. Đến thời điểm năm 2001, huyện Lohit có dân số 143478 người.